# رناتو بیاسی
رناتو بیاسی (انگلیسی: Renato Biasi؛ زادهٔ ۶ مارس ۱۹۶۶) بازیکن فوتبال اهل ایتالیا است.
از باشگاه‌هایی که در آن بازی کرده‌است می‌توان به باشگاه فوتبال کیه‌وو ورونا و باشگاه فوتبال تورینو اشاره کرد.